# Lorenzo Gaslini
Lorenzo Gaslini (Milano, 2 marzo 1890 – Milano, 7 gennaio 1919) è stato un calciatore e aviatore italiano, di ruolo portiere, caduto durante la prima guerra mondiale.

## Carriera
Figlio del nobile Pio Gaslini e di Teodolinda della Pedrina. Appassionato di sport ed in particolare di calcio, fu uno dei pionieri della Lazio nel ruolo di portiere anche per la sua alta statura; giocò quindi anche nel Milan.
Con i rossoneri disputò tre stagioni: nel 1909-1910 e dal 1913-14 al 1914-15.
Il suo esordio nel Milan in gare ufficiali fu il 16 gennaio 1910 in Juventus-Milan 5-3, mentre la sua ultima partita giocata con i rossoneri il 22 novembre 1914 Milan-Chiasso (5-0).
Fu chiamato sotto le armi il 15 maggio 1915 ed il 24 maggio, inizio della prima guerra mondiale, era già a Monfalcone, partecipando a tutte le battaglie del 1º Reggimento Granatieri a cui apparteneva, quindi sul Carso e sull'alto Isonzo.
Passato alla Scuola di Aviazione conseguì il brevetto di pilota militare per apparecchi Farman. Assegnato alla omonima squadriglia presso il campo di aviazione di Campoformio prese parte al bombardamento di Tolmino del 1917.
Mori nel 1919 a seguito di una polmonite conseguita in volo. È sepolto a Sesto San Giovanni nel Cimitero Monumentale nel sacello di famiglia.
Gli fu dedicata una lapide presso la direzione centrale della Banca Italiana di Sconto ed il suo nome è riportato, insieme ai soci del Milan caduti nella prima guerra Mondiale, su una lapide (oggi semi distrutta), posta sulla parete esterna degli spogliatoi del Tennis Club Lombardo, fondato nel 1946, già spogliatoi del Milan adiacenti al Campo di Viale Lombardia a Milano.

## Palmarès

### Club

#### Competizioni nazionali
- Terza Categoria: 2

Lazio: 1910-1911, 1911-1912